# Palazzo Imperiali Borromeo

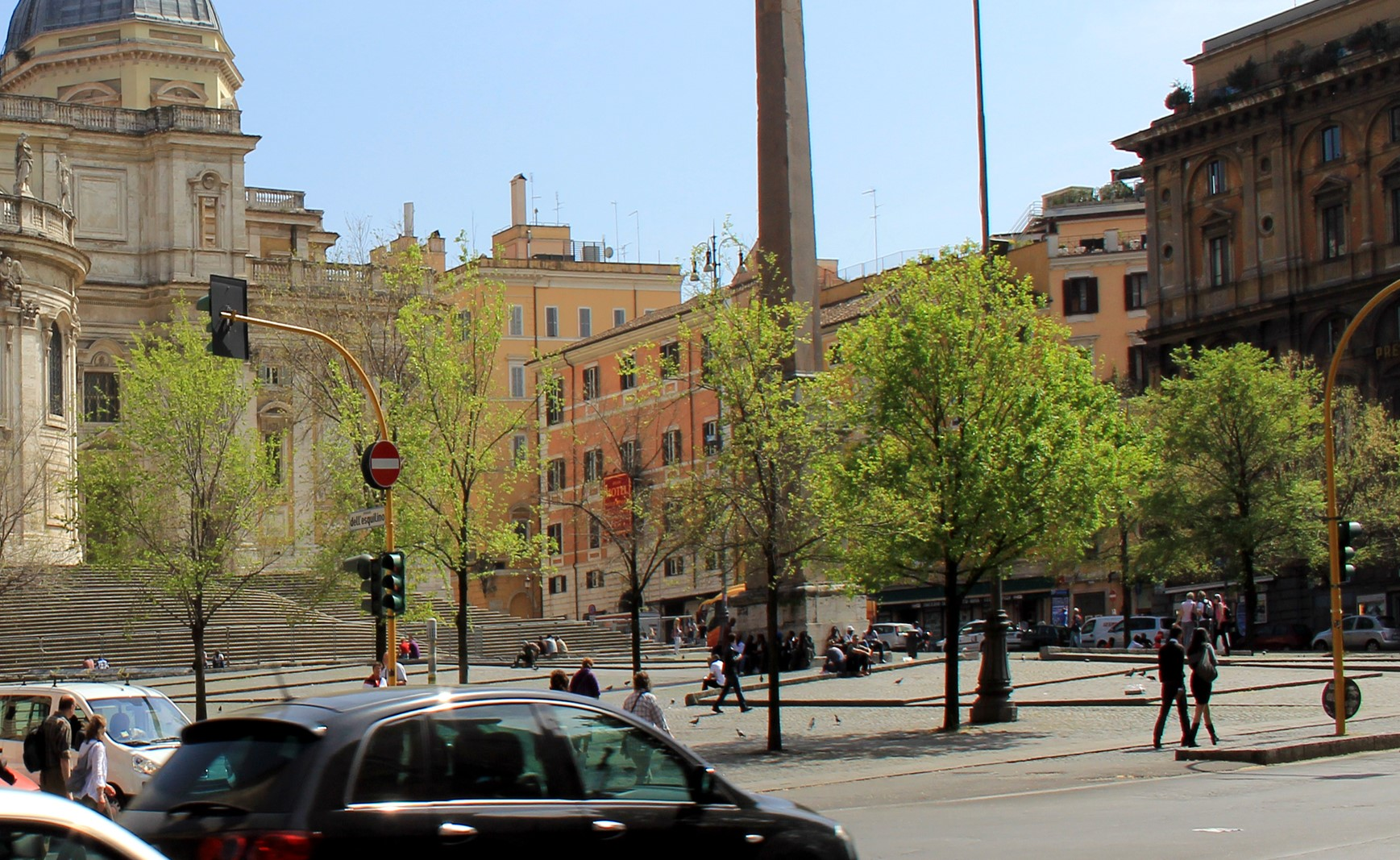
Vista do palácio a partir da Piazza dell'Esquilino.

Palazzo Ciampini Rospigliosi Imperiali Borromeo, conhecido apenas como Palazzo Imperiali Borromeo, é um palácio localizado no número 21 da Via Liberiana, no rione Monti de Roma. Atualmente abriga o Hotel Antico Palazzo Rospigliosi.

## História
O palácio foi construído no século XVII para o monsenhor Ciampini, um escritor romano, que criou no local um verdadeiro museu de instrumentos científicos e antiguidades, muitas das quais passaram depois para a coleção do cardeal Alessandro Albani.
Depois, o palácio passou para a família do papa Clemente IX, os Rospigliosi, príncipes de Castiglione, que, em 1769, o venderam ao marquês Francesco Maria Imperiali Lercari, de uma importante família genovesa, que transformou o edifício na sede da Casa dei Missionari Apostolici. No século seguinte, o palácio abrigou a sede do Istituto degli Esercizi Spirituali, fundado pelo cardeal Vitaliano Borromeo. Em 1875, quando o traçado da Via Liberiana foi rebaixado em cerca de quatro metros por causa das obras de transformação viária nas imediações, o palácio foi alterado com base num projeto de Francesco Azzurri. O antigo piso subsolo foi transformado no piso térreo, o antigo portal foi transformado numa porta-janela com uma pequena balcão e entre o térreo e o primeiro piso foi inserido um mezzanino. No século XX, uma nova obra foi conduzida com base num projeto de Aristide Leonori, que reduziu o jardim com a criação de um novo anexo.

## Descrição
A fachada, marcada por uma cornija marcapiano, se abre no revestimento rusticação do piso térreo num grande portal em arco flanqueado por diversas aberturas para lojas e pequenas janelas no mezzanino. Acima estão três pisos com cinco janelas cada. No primeiro, o antigo portal, transformado em janela central em arco e com uma balaustrada está decorado com cartelas em estuque com colunas laterais sobre as quais se assentam as mísulas que sustentam uma varanda, na qual se abre a porta-janela do segundo piso. Nas esquinas, silhares rusticados se erguem do térreo até o beiral, decorado com dentículos.
No interior estão quatro estátuas de apóstolos do século XVIII e uma capela barroca dedicada a "Maria Mater Misericordiae".